# Badninish
Badninish is een dorp in de Schotse lieutenancy Sutherland in het raadsgebied Highland in de buurt van Dornoch.